# خرید منحصربه‌فرد
خرید منحصر به فرد اصطلاحی در اقتصاد است که اشاره به یک توافق نوشته یا نانوشته است که به موجب آن یک مسئول خرید برای خرید با وجود اینکه توزیع‌کنندگان دیگری در بازار وجود دارند و کالا را عرضه می‌کنند، تنها از یک تأمین‌کنندهٔ خاص مایحتاج را تهیه و خریداری نماید. در بسیاری از کشورها این اقدام تبانی‌ای غیرقانونی است و در برخی از کشورها اگر این قرارداد در جایی ثبت و مشخص و قابل بررسی و تجزیه‌وتحلیل منطقی باشد قانونی خواهدشد.
خرید منحصر به فرد از موارد موانع ورود به بازار به‌حساب می‌آید.
در استرالیا یکی از انواع اعمال «خرید منحصر به فرد» با نام Third line forcing، به‌طور کلی ممنوع است، یعنی هیچ توضیحی برای توجیه آن پذیرفته نمی‌شود. Third line forcing حالتی است که فروشنده خریدار را وادار کند که تنها در صورتی به وی جنس می‌فروشد که خریدار فلان کالا را نیز از همین فروشنده تهیه کند، که این نوع از اجبار به خرید منحصر به فرد در هر حالتی، حتی اگر از نظر شرایط بازار رقابتی غیرمنطقی و دارای اشکال نباشد، ممنوع است.
معضل خرید منحصر به فرد در بازارهای انحصار خرید تأثیر مخرب بیشتری دارد.

## مثال‌های از حالت خرید منحصر به فردی
- جایگاه‌های بنزینی که همگی تنها از یک تأمین‌کنندهٔ خاص سوخت تهیه کنند.
- مسئول تهیه و تدارکاتِ دولتی‌ای که با وجود بودن تأمین‌کننده‌های مناسب، کالاهای خود را به یکباره برای ذخیره مدت طولانی و با قیمت‌های به مراتب بالاتر صرفاً از تأمین‌کننده‌های خاصی با دامپینگِ به صورت اعتباری (نسیه)، تهیه کند.